# Fuego (canción de Kumbia Kings)
«Fuego» es una canción de la agrupación mexicana-estadounidense de cumbia-reguetón Kumbia Kings. Esta canción es el primer sencillo de su cuarto álbum del mismo título, lanzado en agosto del 2004 por EMI Latín.
En Estados Unidos alcanzó el puesto número 13 en la lista Hot Latin Songs, el 22 en la Regional Mexican Airplay y el 36 en la Latin Pop Airplay de la revista Billboard.

## Lista de canciones

### Descarga digital[4]
| Fuego — Single |                                           |          |  |
| N.º            | Título                                    | Duración |  |
| 1.             | «Fuego»                                   | 3:42     |  |
| 2.             | «Fuego (Rocasound Club Remix Radio Edit)» | 5:37     |  |
| 3.             | «Fuego (Rocasound Club Remix Extended)»   | 7:39     |  |

## Posicionamiento en listas
| Lista (2005–2006)                         | Mejor posición |
| ----------------------------------------- | -------------- |
| Estados Unidos (Hot Latin Songs)          | 13             |
| Estados Unidos (Latin Pop Airplay)        | 36             |
| Estados Unidos (Regional Mexican Airplay) | 22             |